# Modalism
Modalism, även benämnd modalistisk monarkianism, är en riktning inom fornkyrkans kristologiska diskussion rörande Treenigheten. 
Modalisterna hävdade att Fadern, Sonen och den Helige Ande inte kan uppfattas som tre personer utan som tre uppenbarelsesätt, latin modi. Modalismen kom så småningom att förkastas av huvudfåran inom kristenheten, bland annat uttryckt i den nicaenska trosbekännelsen från 381 och dess förespråkare har oftast fått stå utanför kyrkans gemenskap, men de har även själva fördömt resten av kyrkan.
Alltsedan 300-talet, då den klassiska treenighetsläran utformades, har modalismen levt ett undanskymt liv. Den förekommer vanligtvis hos kättare. Katarerna var ofta modalister, likaså radikalpietismens teologer, av vilka Emanuel Swedenborg torde vara den mest allmänt kända av alla modalister i historien. Sadhu Sundar Singh, Oral Roberts och William Branham var också modalister. Inom pingströrelsen förekommer det en liten modalistisk gren som kallar sig "Oneness-pentecostalism".